# Wahlbezirk Galizien 29
Der Wahlbezirk Galizien 29 war ein Wahlkreis für die Wahlen zum Abgeordnetenhaus im österreichischen Kronland Galizien. Der Wahlbezirk wurde 1907 mit der Einführung der Reichsratswahlordnung geschaffen und bestand bis zum Zusammenbruch der Habsburgermonarchie.

## Geschichte
Nachdem der Reichsrat im Herbst 1906 das allgemeine, gleiche, geheime und direkte Männerwahlrecht beschlossen hatte, wurde mit 26. Jänner 1907 die große Wahlrechtsreform durch Sanktionierung von Kaiser Franz Joseph I. gültig. Mit der neuen Reichsratswahlordnung schuf man insgesamt 516 Wahlbezirke, wobei mit Ausnahme Galiziens in jedem Wahlbezirk ein Abgeordneter im Zuge der Reichsratswahl gewählt wurde. In Galizien wurden in den Städtewahlkreisen je ein Abgeordneter gewählt, in den Landgemeindewahlkreisen Galiziens wurden zwei Abgeordneter ermittelt.
Der Wahlkreis Galizien 29 umfasste im Gerichtsbezirk Brzeżany die Orte Brzeżany, Baranówka mit Kuropatniki, Demnia mit Hucisko und Podwysokie, Rohaczyn Miasto und Wulka, im Gerichtsbezirk Rohatyn die Orte Rohatyn und Podkamień sowie im Gerichtsbezirk Chodorów die Orte Chodorów und Brzozdowce.
Aus der Reichsratswahl 1907 ging Władysław Dulęba (Polnische Demokraten) in der Stichwahl gegen den jüdischen Kandidaten Samuel Rapoport als Sieger hervor. Bei der Reichsratswahl 1911 konnte sich der polnische Konservative Wacław Zaleski im ersten Wahlgang durchsetzen.
Nach dem Tod Zaleskis am 24. Dezember 1913 fand am 30. Juni 1914 eine Nachwahl statt. Bei dieser wurde Bronisław Dembiński als Nachfolger gewählt. Dieser gehörte dem Abgeordnetenhaus bis zu dessen Auflösung am 12. November 1918 an. 

## Wahlergebnisse

### Reichsratswahl 1907
Die Reichsratswahl 1907 wurde am 14. Mai 1907 (erster Wahlgang) sowie am 23. Mai 1907 (Stichwahl) durchgeführt.

#### Erster Wahlgang
| Kandidat                                                                     | Partei                                   | Wahlkreis- stimmen | Prozent |
| ---------------------------------------------------------------------------- | ---------------------------------------- | ------------------ | ------- |
| Władysław Dulęba                                                             | Polnische Demokraten                     | 2.439              | 46,9 %  |
| Samuel Rapoport                                                              | Jüdische Nationalpartei                  | 1.141              | 22,0 %  |
| Jan Hoser                                                                    | Polnische Volkspartei                    | 866                | 16,7 %  |
| Michael Novakovskyj                                                          | Ukrainische Nationaldemokratische Partei | 743                | 14,3 %  |
|                                                                              | Sonstige Parteien                        | 8                  | 0,2 %   |
| Wahlberechtigte: 6.340, Ungültige/Leere Stimmen: 60, Wahlbeteiligung: 82,9 % |                                          |                    |         |

#### Zweiter Wahlgang
| Kandidat                                                                    | Partei                  | Wahlkreisstimmen | Prozent |
| --------------------------------------------------------------------------- | ----------------------- | ---------------- | ------- |
| Władysław Dulęba                                                            | Polnische Demokraten    | 3.067            | 60,0 %  |
| Samuel Rapoport                                                             | Jüdische Nationalpartei | 1.579            | 40,0 %  |
| Wahlberechtigte: 6340, Ungültige/Leere Stimmen: 59, Wahlbeteiligung: 74,2 % |                         |                  |         |

### Reichsratswahl 1911
Die Reichsratswahl 1911 wurde am 13. Juni 1911 (erster Wahlgang) sowie am 20. Juni 1911 (Stichwahl) durchgeführt. Die Stichwahl im Wahlbezirk Galizien 29 entfiel auf Grund der absoluten Mehrheit für Zaleski im ersten Wahlgang.
| Kandidat                                                                     | Partei                                   | Wahlkreis- stimmen | Prozent |
| ---------------------------------------------------------------------------- | ---------------------------------------- | ------------------ | ------- |
| Wacław Zaleski                                                               | polnisch-konservativ                     | 4.656              | 89,7 %  |
| Volodymyr Baczynskyj                                                         | Ukrainische Nationaldemokratische Partei | 515                | 9,9 %   |
|                                                                              | Sonstige Parteien                        | 22                 | 0,4 %   |
| Wahlberechtigte: 6.426, Ungültige/Leere Stimmen: 15, Wahlbeteiligung: 81,0 % |                                          |                    |         |

### Ergänzungswahlen in das Abgeordnetenhaus 1914
| Kandidat              | Partei                                   | Wahlkreis- stimmen |
| --------------------- | ---------------------------------------- | ------------------ |
| Bronisław Dembiński   | polnisch-konservativ                     | 3.077              |
| Nikolaus Zajaczkowski | Ukrainische Nationaldemokratische Partei | 749                |
| Dr. Jakob Horowitz    | Demokrat                                 | 366                |